# 名護屋大橋
名護屋大橋（なごやおおはし）は、佐賀県唐津市鎮西町名護屋と同市呼子町殿ノ浦を結ぶ、国道204号の橋梁である。橋長は258メートル、最大支間長176メートルで、形式はPC3径間連続有ヒンジラーメン箱桁橋である。1967年（昭和42年）に竣工し、当時支間長はコンクリート桁橋として世界で2番目、日本一の長さを誇っていた。同年の土木学会田中賞を受賞している。
名護屋大橋は、唐津市鎮西町名護屋と呼子町殿ノ浦を結ぶ重要な交通路であり、地域の交通の便益に寄与している。

## 諸元
- 橋格 - 1等橋 (TL-20)
- 形式 - 2径間連続箱桁橋および3径間連続鈑桁橋2連および2径間連続鈑桁橋
- 橋長 - 258.000 m
  - 支間割 - (41.000 m + 176.000 m + 41.000 m)
- 幅員（架設当時）
  - 総幅員 - 6.900 m
  - 有効幅員 - 6.000 m
  - 車道幅員 - 6.000 m
  - 歩道幅員 - なし
- 施工 - 住友建設[注釈 1]
- 架設工法 - ディビダーク工法

## 歴史
架設地域は名護屋城跡など歴史的に大陸などの交通が盛んであったが、架設当時は開発から取り残されており呼子町と鎮西町名は大きく迂回して16 kmほど移動しなければならなかった。九州国際観光ルートに組み入れられたことから両町を結ぶ有料道路が計画され、佐賀県により事業化された。架設箇所は湾の深さが約17 mと深く、避難港としての側面もあることから海上に橋脚を設置せず中央支間長が大きくなる必要があった。本橋での最大支間長176 mは架設当時、前年に完成した中の橋（天草3号橋）の160 mを超えてコンクリート桁橋として日本最長、ベンドルフ橋に次ぎ世界2位であった。1972年（昭和47年）完成の浦戸大橋まで同形式の橋梁として日本最長であり、支間長150 m以上の橋は鋼橋との常識を塗り替えた。
架設はディビダーク工法により行い、3億6800万円を投じて1964年（昭和39年）10月の着工から2年半後の1967年（昭和42年）3月に竣工を迎えた。
名護屋大橋有料道路は県道唐津呼子線として1967年（昭和42年）3月18日に供用され、1972年（昭和47年）4月1日に無料開放された。